# Platypalpus andalusiacus
Platypalpus andalusiacus är en tvåvingeart som först beskrevs av Gabriel Strobl 1899.  Platypalpus andalusiacus ingår i släktet Platypalpus och familjen puckeldansflugor. Inga underarter finns listade i Catalogue of Life.